# 안산대학교
안산대학교(安山大學校, Ansan University)는 대한민국 경기도 안산시에 위치한 기독교대한감리회계 전문대학이다.
본래 인천간호전문학교로 인천광역시 남동구 일대에 위치하였으나 1994년에 현 교사로 이전하였다. 국문 약칭은 안산대를, 영문 약칭으로 AU 등을 사용하고 있다.

## 연혁
1972년 12월 14일, 학교법인 새빛학원의 강석봉에 의하여 인천간호전문학교가 설립되었다. 이듬해 3월 5일 개교하였고, 1978년 12월, 전문대학으로 개편되며 인천간호전문대학으로 교명을 변경하였다. 1979년 8월 20일, 인천광역시 남동구 일대로 교사를 이전하였고, 1981년 10월, 인천간호보건전문대학으로 교명을 변경하였다. 1992년 3월, 인산전문대학으로 교명을 변경하고, 1994년 8월 10일, 경기도 안산시 일대 현 교사로 이전하였다. 1995년 3월, 안산전문대학으로 교명을 변경하였다. 1998년 안산1대학으로 교명을 변경하고, 2011년 5월 안산대학으로, 2012년 1월 안산대학교로 교명을 변경하며 현재에 이르고 있다.

## 교육편제
안산대학교는 간호, 보건, 휴먼케어, 식품영양조리, 인문사회, 비즈니스, 컴퓨터, 디자인융합 등 8개 계열로 설정하고 28개 학과를 편제하여 전문학사 학위 과정을 운영하고 있다.
한편, 인문사회계열 아래 자유전공학부를 두고 있다.

## 캠퍼스 풍경
안산대학교는 경기도 소재 사립 전문대학으로, 상록구 일동에 위치한다. 캠퍼스는 약 14만m²로, 전형적인 경기도의 전문대학 규모이며, 예원예술대학교, 강원도립대학교 등과 비슷한 면적이다. 캠퍼스는 언덕 등 고저차가 큰 편이지만 근처 기반 시설은 발달되어 있는 편이다. 한국가스공사 경기지역본부와 그 연구실이 근처에 위치하며, 일동행정복지센터 역시 근처에 위치한다. 부역명으로 안산대를 사용하는 상록수역이 안산대학교 근처에 위치한다.

## 같이 보기
- 안산시
- 대한민국의 교육